# Erik Åkerhielm
Erik Hjalmar Åkerhielm af Margrethelund, född den 16 maj 1871 på Underbacken, Karlsborgs garnisonsförsamling, 
Skaraborgs län, död den 23 oktober 1958 i Djursholm, Danderyds församling, Stockholms län, var en svensk friherre, militär, skriftställare och målare.

## Biografi
Erik Åkerhielm var son till majoren Samuel Hjalmar Viktor Knut Åkerhielm af Margrethelund och Augusta Josefina Sneckenström samt från 1898 gift med Rosa Tigerhielm. Paret fick åren 1899–1911 fyra barn.
Åkerhielm tog studentexamen 1891, blev 1893 underlöjtnant vid Södra Skånska infanteriregementet, varifrån han 1894 erhöll förflyttning till Svea artilleriregemente och 1895 till Smålands artilleriregemente, där han blev löjtnant 1898, kapten 1906 och major på reservstat 1917. 1926 tog han avsked. Vid sidan av sin militära bana var han verksam som författare och konstnär. Han utgav flera romaner, resehandböcker samt topografiska och genealogiska arbeten där han ibland själv svarade för illustrationerna. Han var medförfattare till Svenska gods och gårdar. 1-2.

### Utgivare
- Ur gulnade blad : major Hjalmar Åkerhielms upplevelser och intryck från dansk-tyska kriget, Finland, Ryssland och Sverige / samlade av Erik Åkerhielm. Stockholm: Nord. rotogravyr. 1935. Libris 1365932